# Mort-vie
Pour les articles homonymes, voir Mort (homonymie).
La Mort-Vie est un oxymore désignant l'abstraction allégorique du concept de mort-vivant.
Elle a été citée comme religion dans Warhammer et comme concept dans AD&D.
Elle correspond à l'anglais : Undeath, la non-Mort.''